# Torrelles de Llobregat
Torrelles de Llobregat ist eine katalanische Gemeinde in der Provinz Barcelona im Nordosten Spaniens. Sie liegt in der Comarca Baix Llobregat und gehört zur Metropolregion Àrea Metropolitana de Barcelona.

## Sehenswürdigkeiten
In Torrelles de Llobregat befindet sich der 1983 eingeweihte Miniaturpark Catalunya en miniatura, der mit 60.000 m² – davon 35.000 m² für die Modellausstellung – und 145 Bauwerken, die größte Anlage dieser Art weltweit und die einzige in Spanien ist. Gezeigt werden bekannte Gebäude aus allen vier katalanischen Provinzen.